# Liste der Sicherungsverbände des Heeres der Bundeswehr
Die Liste der Sicherungsverbände der Bundeswehr enthält alle aufgelösten, aktiven und nicht aktiven (Geräteeinheiten, gekaderte Bataillone) Verbände und Großverbände, die bei der Bundeswehr als Sicherungstruppenteil aufgestellt waren bzw. noch sind sowie eine kurze Übersicht über ihren Aufstellungszeitpunkt, Stationierungsorte, Unterstellung und über ihre Auflösung oder Umbenennung.

## Übersicht
In ihrer Aufstellung, Gliederung und Bewaffnung ähnelten die Sicherungstruppenteile den Verbänden der Jägertruppe. Formal wurden sie häufig auch als Teil dieser Truppengattung eingeordnet und trugen daher auch identische Uniformteile. Wesentlicher inhaltlicher Unterschied zu anderen Truppengattungen der Infanterie ist und war aber, dass die Sicherungstruppenteile über keine schweren Waffen in einer schweren Jägerkompanie verfügten und damit nicht zur Panzerabwehr, sondern nur zur Panzerabwehr aller Truppen durch Panzervernichtungstrupps mittels Panzerabwehrhandwaffen befähigt waren sowie durch das Fehlen von schweren Unterstützungswaffen nur bedingt zur Verteidigung, in keinem Fall aber zum Angriff. Ihre Soldaten waren zu beiden Gefechtshandlungen auch nur bedingt oder nicht ausgebildet. Zum beweglich geführten Infanteriegefecht im Verbund mit anderen Kampftruppen waren und sind nur Verbände der Jägertruppe, Gebirgsjäger, Fallschirmjäger sowie abgesessene Panzergrenadiere befähigt.
Hinsichtlich ihrer Beweglichkeit blieben die zur Sicherung aufgestellten Truppenteile meist auch deutlich hinter den anderen Truppengattungen der Infanterie zurück. Ihr Einsatz konzentrierte sich hauptsächlich auf die Sicherung ortsfester Einrichtungen. Sicherungseinheiten und Sicherungsverbände dienen und dienten daher dem Schutz von Stäben, Fernmeldeeinrichtungen, wichtigen Artilleriesystemen und Sondermunitionslagern durch die Begleitbatterien der Artillerie, dem Schutz des Rückwärtigen Raumes, von verkehrstechnisch wichtigen Einrichtungen wie Marschstraßen von Großverbänden, Brücken und Engen, Eisenbahntransportlinien und wassertechnischen Einrichtungen. Diese Teileinheiten, Einheiten und Verbände waren in der Masse gekadert und wurden mit Reservisten aus allen Verwendungen aufgefüllt, da jeder Soldat mit der abgeschlossenen Grundausbildung die ATN Sicherungssoldat erhielt und damit dazu befähigt war.
Innerhalb des Territorialheeres waren jedem VKK ein oder mehrere Sicherungszug/-züge, jedem VBK eine oder mehrere Sicherungskompanien unterstellt. Im Feldheer verfügten die meisten Divisionen über ein Sicherungsbataillon zum Schutz der Stäbe, Fernmelde- und Logistikeinrichtungen, vor allem aber der Divisionsgefechtsstände. Insbesondere in die Verbände der Fernmeldetruppe und in die Artillerieregimenter waren eigene Sicherungsteileinheiten eingegliedert. Marine und Luftwaffe stellen zum Schutz von für sie wichtigen Einrichtungen eigene Sicherungstruppen auf.

## Legende
Die Legende gilt für alle folgenden Listen
| Legende                                        |
| ---------------------------------------------- |
| Bereits aufgelöst                              |
| Noch teilaktiv oder nichtaktiv (Geräteeinheit) |
| Noch aktiv, Bezeichnung unverändert            |

Siehe auch hier für das Abkürzungsverzeichnis.

## Sicherungs- und Versorgungsregiment beim Bundesministerium der Verteidigung
Das Sicherungs- und Versorgungsregiment beim Bundesministerium der Verteidigung (kurz: SichVersRgt BMVg) diente der Sicherung und Versorgung des Bundesministeriums der Verteidigung und des obersten Führungsstabes der Bundeswehr in Bonn und Berlin. Es wies infanteristische Truppenanteile auf, wenn es auch kein „klassisches“ Jägerregiment war. Das Regiment war truppendienstlich im Wehrbereich IV angesiedelt, war also Teil des Territorialheeres. Neben einigen anderen Verbänden, unter anderem Logistikeinheiten, unterstanden dem Regiment bis zu zwei Jägerbataillone sowie durchgängig das Wachbataillon beim Bundesministerium der Verteidigung als weiterer infanteristischer Verband. Diese (außer Wachbataillon) trugen die Nummern 900, 901 usw. Die Zusammensetzung des Regiments schwankte jedoch erheblich und wies teilweise neben dem Wachbataillon als infanteristische Verbände Sicherungsbataillone auf. Es wird der Vollständigkeit halber daher auch seinem Namen gemäß in dieser Liste aufgeführt, auch wenn es sich strukturell um keinen echten Sicherungsverband handelte.
|  | Bezeichnung      | Aufstellung (aus)        | Standort Stab  | Verbleib                                            | Bemerkung                  |
|  | ---------------- | ------------------------ | -------------- | --------------------------------------------------- | -------------------------- |
|  | SichVersRgt BMVg | 1971 (u. a. SichVersBtl) | Bonn-Hardthöhe | 1992 aufgelöst, Truppenteile teils an StOKdo Berlin | Unterstellung unter WBK IV |

## Sicherungsbataillone im Feldheer
Im Feldheer waren Sicherungsbataillone im Kalten Krieg nicht aktive Bataillone der Infanterie, von denen je eines jeder Division (Ausnahme: 1. Luftlandedivision) des Feldheeres in der Heeresstruktur IV unterstellt wurde. Sicherungsbataillone waren nicht zum selbstständig geführten Infanteriekampf gegen Feindkräfte befähigt, sondern mit dem Schutz der Divisionsgefechtsstände beauftragt. Zusätzlich unterstützten sie die elf Begleitbatterien der elf Artillerieregimenter der Divisionen. Auf Grund dieses Aufgabengebiets fehlten ihnen auch schwere Waffen wie Jagdpanzer, so wie sie viele der Jägerbataillone aufwiesen. Ein erheblicher Teil der Soldaten dieser Bataillone waren keine ausgebildeten Infanteristen, sondern gehörten anderen Truppengattungen oder Teilstreitkräften an. Ihre Bezeichnung setzte sich aus der Divisionsnummer, der das Bataillon unterstellt war, und der Endziffer 8 zusammen. Das Sicherungsbataillon 18 war beispielsweise das Sicherungsbataillon der 1. Panzerdivision. Das Gebirgssicherungsbataillon 88 wird hier aufgezählt, obwohl es (wie die Gebirgsjägerbataillone 86 und 87) teils auch zur Gebirgsjägertruppe gezählt wird, siehe dazu Liste der Truppenteile der Gebirgsjägertruppe des Heeres der Bundeswehr.
Entsprechend den Sicherungsbataillonen der Divisionen wurden auch für die Korps nicht aktive Sicherungsbataillone aufgestellt. Ihre Aufgabe war analog zu den Sicherungsbataillonen der Division die Sicherung der Korpsstäbe und der Korpsartillerie. Unterstellt waren sie jeweils dem Artilleriekommando des Korps. Ihre Bezeichnung entsprach der Nummer des Artilleriekommandos und den Endziffern 00. Das Sicherungsbataillon für die Artillerie von LANDJUT erhielt davon abweichend die Nummer 610 und war dem Artilleriekommando 600 unterstellt. Der nicht aktive Teil des Artilleriekommandos 600 – also auch das Sicherungsbataillon 610 – war im Frieden aber dem Territorialkommando Schleswig-Holstein unterstellt, war im Frieden also im Bereich des Territorialheeres angesiedelt.
Neu aufgestellt wurde 2011 das vollpräsente Sicherungsbataillon 12 aus Personal der einhergehend aufgelösten Panzerflugabwehrkanonenbataillon 12 und der leichten Flugabwehrraketenbatterie 300 der Heeresflugabwehrtruppe.
Geplante Sicherungsbataillone Feldheer im Verteidigungsfall
|                                     | Bezeichnung                         | Aufstellung (aus)                       | Standort1                           | Verbleib                               | Bemerkung |                                     |
| Sicherungsbataillone der Divisionen | Sicherungsbataillone der Divisionen | Sicherungsbataillone der Divisionen     | Sicherungsbataillone der Divisionen | Sicherungsbataillone der Divisionen    | Sicherungsbataillone der Divisionen | Sicherungsbataillone der Divisionen |
| ----------------------------------- | ----------------------------------- | --------------------------------------- | ----------------------------------- | -------------------------------------- | --- | ----------------------------------- |
|                                     | SichBtl 18                          | 1981(?)                                 | Giesen-Ahrbergen                    | 1992/93(?) aufgelöst Tle an HSchBtl 18 | 1. PzDiv, Geräteeinheit |                                     |
|                                     | SichBtl 28                          | 1981(?)                                 | Frankenberg                         | 1992/93(?) aufgelöst                   | 2. PzGrenDiv, Geräteeinheit |                                     |
|                                     | SichBtl 38                          | 1981(?)                                 | Zeven-Aspe                          | 1992/93(?) aufgelöst                   | 3. PzDiv, Geräteeinheit |                                     |
|                                     | SichBtl 48                          | 1981(?)                                 | Amberg                              | 1992/93(?) aufgelöst                   | 4. PzGrenDiv, Geräteeinheit |                                     |
|                                     | SichBtl 58                          | 1981(?)                                 | Daaden-Emmerzhausen                 | 1992/93(?) aufgelöst                   | 5. PzDiv, Geräteeinheit |                                     |
|                                     | SichBtl 68                          | 1981(?)                                 | Itzehoe, Breitenburg                | 1992/93(?) aufgelöst                   | 6. PzGrenDiv, Geräteeinheit |                                     |
|                                     | SichBtl 78                          | 1981(?)                                 | Paderborn                           | 1992/93(?) aufgelöst                   | 7. PzDiv, Geräteeinheit |                                     |
|                                     | GebSichBtl 88                       | (?)                                     | Mittenwald                          | 1992/93(?) aufgelöst                   | 8. GebDiv, Geräteeinheit |                                     |
|                                     | SichBtl 108                         | 1981(?)                                 | Pfullendorf                         | 1997(?) aufgelöst                      | 10. PzDiv, ab 1992: WBK-Anteil des JgRgt 10 (JgRgt 10, WBK V / 10. PzDiv), Geräteeinheit                                                                                           |                                     |
|                                     | SichBtl 118                         | 1981(?)                                 | Delmenhorst                         | 1992/93(?) aufgelöst                   | 11. PzGrenDiv, Geräteeinheit |                                     |
|                                     | SichBtl 128                         | 1981(?)                                 | Tauberbischofsheim                  | 1992/93(?) aufgelöst                   | 12. PzDiv, Geräteeinheit |                                     |
| Sicherungsbataillone der Korps      |                                     |                                         |                                     |                                        | |                                     |
|                                     | SichBtl 610                         | 1981(?)                                 | Flensburg                           | 1992/93(?) aufgelöst                   | ArtKdo 600, im Einsatz LANDJUT, sonst im Frieden Territorialkommando Schleswig-Holstein, Geräteeinheit Hinweis: aktive TrT des ArtKdo 600 unterstanden im Frieden der 6. PzGrenDiv |                                     |
|                                     | SichBtl 767                         | 1982                                    | Koblenz/Baumholder                  | 1990/91 aufgelöst                      | III. Korps, vorgesehen als Teil des nicht mehr aufgestellten Sicherungs-Regiments 300, Geräteeinheit                                                                               |                                     |
|                                     | SichBtl 100                         | 1981(?)                                 | Ahaus-Ottenstein                    | 1992/93(?) aufgelöst                   | ArtKdo 1, I. Korps, Geräteeinheit |                                     |
|                                     | SichBtl 300                         | 1981(?)                                 | Gießen                              | 1992/93(?) aufgelöst                   | ArtKdo 3, III. Korps, Geräteeinheit |                                     |
|                                     | SichBtl 200                         | 1965                                    | Großengstingen                      | 1992 aufgelöst                         | ArtKdo 2, II. Korps, Geräteeinheit |                                     |
| Neu                                 |                                     |                                         |                                     |                                        | |                                     |
|                                     | SichBtl 12                          | 2011 (PzFlakBtl 12 und lFlaRakBttr 300) | Hardheim                            | 2016 aufgelöst                         | bis 31. Dez. 2012 Heerestruppenbrigade, danach Division Luftbewegliche Operationen, danach Division Süd                                                                            |                                     |

1 Standort bei nicht aktiven Bataillonen entweder Mobilmachungspunkt, Depotpunkt oder Standort des Kaders

## Sicherungsbataillone im Territorialheer

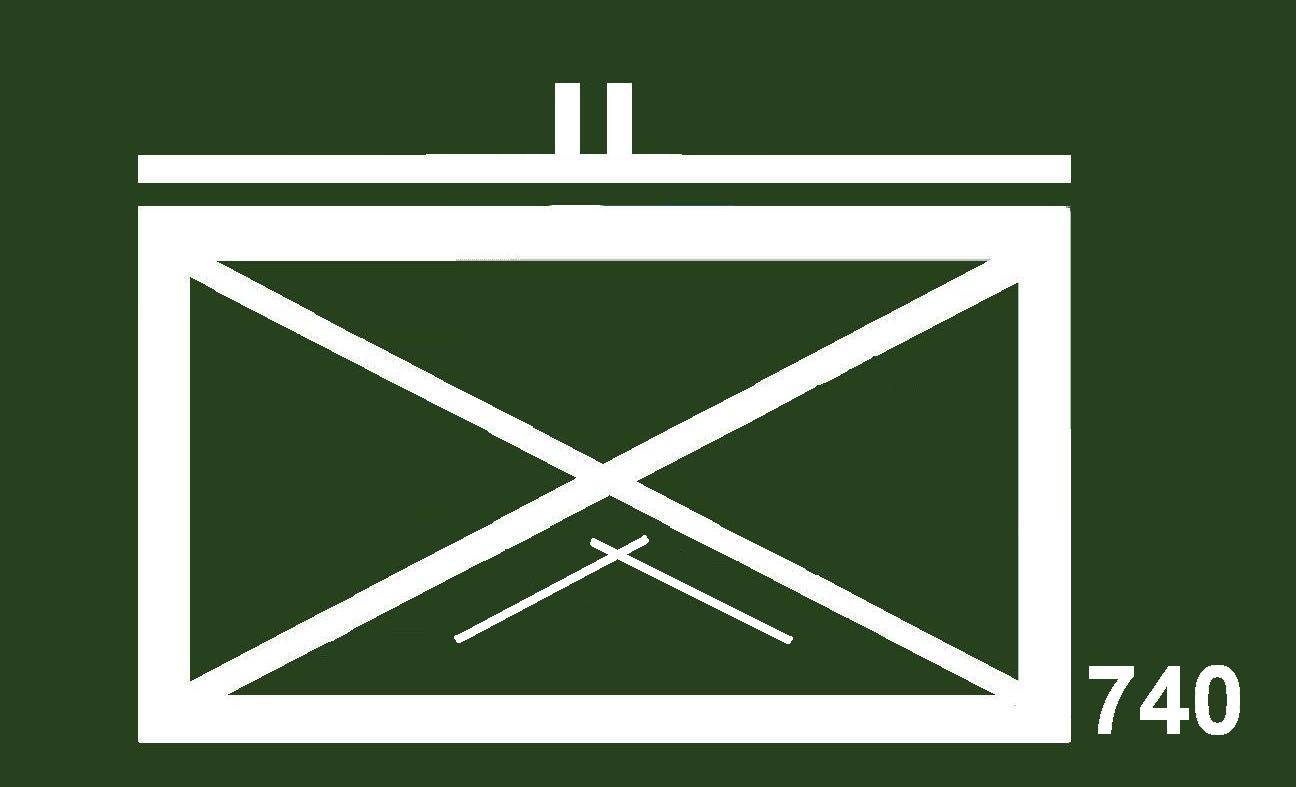
Taktisches Zeichen eines Sicherungsbataillons im Territorialheer. Mit dem taktischen Zeichen eines Jägerbataillons hatte es das Andreaskreuz gemein, darunter das Zeichen für Sicherung.

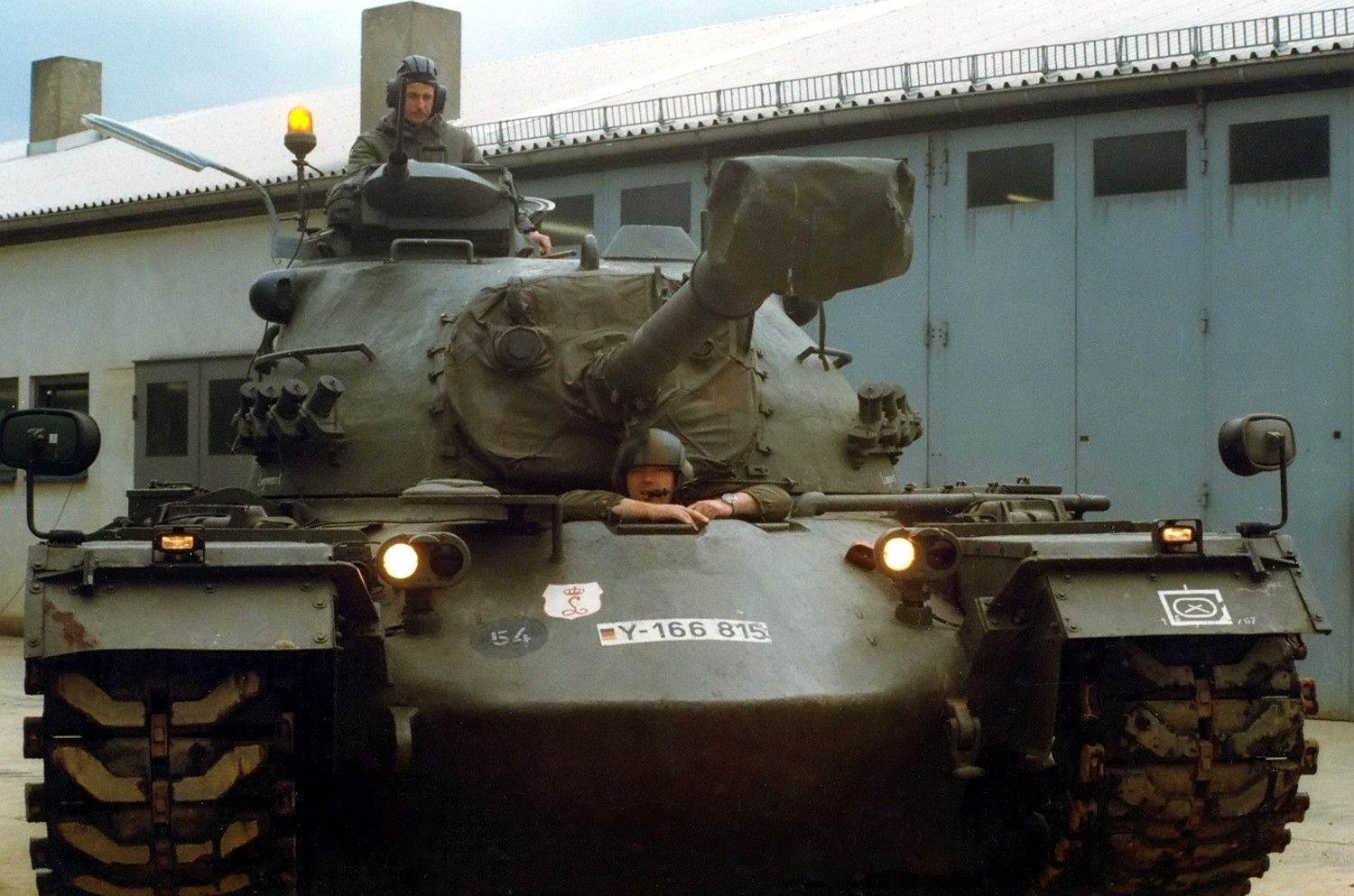
Dieser Kampfpanzer M 48 war der Kommandeurspanzer der 1./SichBtl 767. Das taktische Zeichen ist eine Kombination des taktischen Zeichens für Panzereinheiten und der Sicherungstruppe: eine stilisierte Kette mit eingeschriebenem Zeichen für Sicherung.

Sicherungsbataillone wurden im Territorialheer unter anderem im Rahmen des Wartime Host Nation Support Programms (WHNS) ausgeplant. Diese WHNS-Truppen wurden aus Reservisten und zivilen nationalen Angestellten, die für die äußere Sicherung der Liegenschaften der verbündeten Streitkräfte zuständig waren, gebildet. Analog zu den Sicherungsbataillonen im Feldheer bestand ein erheblicher Teil der Soldaten dieser Bataillone nicht aus ausgebildeten Infanteristen, sondern gehörte unterschiedlichsten Truppengattungen an. Die WHNS-Sicherungsbataillone sicherten im Wesentlichen Infrastruktur der amerikanischen Reforgertruppen.
Für die Raumsicherung und Schutz im rückwärtigen Bereich unterstanden den Verteidigungsbezirkskommandos (VBK) eigene Sicherungsbataillone. Entsprechend unterstanden den Verteidigungskreiskommandos je nach Bedeutung ihres Einsatzraumes und entsprechend zu schützenden Liegenschaften wie feste Fernmeldeanlagen und Verkehrs- und Infrastrukturpunkte, Tankeinrichtungen der NATO-Pipeline und rückwärtige Marschstraßen selbstständige Sicherungskompanien und Sicherungszüge.
Bei der Benennung muss unterschieden werden zwischen den direkt den Unterstützungskommandos unterstellten Bataillonen und den den Verteidigungsbezirkskommandos unterstellten Bataillonen.
- Bataillone der Unterstützungskommandos: Ihre dreistellige Nummer endete stets mit der 1 (bzw. 2 oder 3 falls mehr als ein Bataillon im Unterstützungskommando vorhanden war) und begann stets mit einer 4. Die zweite (mittlere) Ziffer entsprach jeweils der Nummer des Unterstützungskommandos dem das Bataillon zugeordnet war. Auch deren Nummern folgten einer bestimmten Systematik. Die Unterstützungskommandos 3, 4 und 5 unterstanden den Wehrbereichen III, IV und V. Das Unterstützungskommando 7 unterstand dem Territorialkommando Nord, die Unterstützungskommandos 8 und 9 unterstanden dem Territorialkommando Süd. Hinweis: Im Unterstützungskommando 3 wurde nur die Sicherungskompanie 4301 -kein Bataillon- als Geräteeinheit ausgeplant.
- Bataillone der Verteidigungsbezirkskommandos: Diese Bataillone hatten eine ebenfalls mit 4 beginnende vierstellige Ziffernfolge. Die mittleren beiden Ziffern waren identisch mit der Nummer des übergeordneten Verteidigungsbezirkskommandos. Die letzte Nummer war eine 1 für das erste Sicherungsbataillon im Verteidigungsbezirkskommando, eine 2 für das zweite Sicherungsbataillon usw.

Die Sicherungsbataillone der 900er Aufstellungsreihe waren neben dem Wachbataillon infanteristische Truppenteile, die zum Schutz der Bundeswehrführung und der politischen Verantwortungsträger der Bundesrepublik aufgestellt wurden.
Aufgestellte Sicherungsbataillone
|                                                        | Bezeichnung                                      | Aufstellung (aus)                                | Standort1                                        | Verbleib                                         | Bemerkung                                                         |                                                  |
| Sicherungsbataillone der Unterstützungskommandos       | Sicherungsbataillone der Unterstützungskommandos | Sicherungsbataillone der Unterstützungskommandos | Sicherungsbataillone der Unterstützungskommandos | Sicherungsbataillone der Unterstützungskommandos | Sicherungsbataillone der Unterstützungskommandos                  | Sicherungsbataillone der Unterstützungskommandos |
| ------------------------------------------------------ | ------------------------------------------------ | ------------------------------------------------ | ------------------------------------------------ | ------------------------------------------------ | ----------------------------------------------------------------- | ------------------------------------------------ |
|                                                        | SichBtl 441                                      | 1987(?)                                          | Mainz                                            | 1997(?) aufgelöst                                | WHNS, UstgKdo 4, Geräteeinheit                                    |                                                  |
|                                                        | SichBtl 451                                      | 1985(?)                                          | Walldürn                                         | 1993(?) aufgelöst                                | WHNS, UstgKdo 5, Geräteeinheit                                    |                                                  |
|                                                        | SichBtl 471                                      | 1987(?)                                          | Xanten                                           | ab 1993 (nach Auflösung UstgKdo 7): SichBtl 483  | WHNS, UstgKdo 7, Geräteeinheit                                    |                                                  |
|                                                        | SichBtl 481                                      | 1986(?)                                          | Zweibrücken(?) Kaiserslautern?                   | 1997(?) aufgelöst                                | WHNS, UstgKdo 8, Geräteeinheit                                    |                                                  |
|                                                        | SichBtl 482                                      | 1986(?)                                          | Bexbach                                          | 1997(?) aufgelöst                                | WHNS, UstgKdo 8, Geräteeinheit                                    |                                                  |
|                                                        | SichBtl 483                                      | 1993                                             | Xanten                                           | ab 1999: HSchBtl 483                             | WHNS, UstgKdo 8, Geräteeinheit                                    |                                                  |
|                                                        | SichBtl 491                                      | 1986(?)                                          | Mannheim                                         | 1997(?) aufgelöst                                | WHNS, UstgKdo 9, Geräteeinheit                                    |                                                  |
| Sicherungsbataillone der Verteidigungsbezirkskommandos |                                                  |                                                  |                                                  |                                                  |                                                                   |                                                  |
|                                                        | SichBtl 4311                                     | (?)                                              | Köln-Ossendorf                                   | 2007 aufgelöst als HSchBtl 311                   | WHNS, VBK 31, Geräteeinheit                                       |                                                  |
|                                                        | SichBtl 4321                                     | (?)                                              | Düsseldorf                                       | 1999 umgegliedert in HSchBtl 751                 | WHNS, VBK 32, Geräteeinheit                                       |                                                  |
|                                                        | SichBtl 4411                                     | (?)                                              | Koblenz                                          | (?) aufgelöst                                    | WHNS, VBK 41, Geräteeinheit                                       |                                                  |
|                                                        | SichBtl 4421                                     | (?)                                              | Naurath-Heidweiler                               | (?) aufgelöst                                    | WHNS, VBK 42, Geräteeinheit                                       |                                                  |
|                                                        | SichBtl 4422                                     | (?)                                              | Naurath-Heidweiler                               | 2006 aufgelöst                                   | WHNS, VBK 42, Geräteeinheit VBK 84                                |                                                  |
|                                                        | SichBtl 4431                                     | (?)                                              | Mainz-Kastel                                     | (?) aufgelöst                                    | WHNS, VBK 43, Geräteeinheit                                       |                                                  |
|                                                        | SichBtl 4432                                     | (?)                                              | Mainz-Kastel                                     | (?) aufgelöst                                    | WHNS, VBK 43, Geräteeinheit                                       |                                                  |
|                                                        | SichBtl 4433                                     | (?)                                              | Mainz-Kastel                                     | (?) aufgelöst                                    | WHNS, VBK 43, Geräteeinheit                                       |                                                  |
|                                                        | SichBtl 4451                                     | (?)                                              | Kaiserslautern                                   | (?) aufgelöst                                    | WHNS, VBK 45, Geräteeinheit                                       |                                                  |
|                                                        | SichBtl 4452                                     | (?)                                              | Kaiserslautern                                   | (?) aufgelöst                                    | WHNS, VBK 45, Geräteeinheit                                       |                                                  |
|                                                        | SichBtl 4453                                     | (?)                                              | Zweibrücken-Wattweiler                           | (?) aufgelöst                                    | WHNS, VBK 45, Geräteeinheit                                       |                                                  |
|                                                        | SichBtl 4511                                     | (?)                                              | Schorndorf-Oberberken                            | 1999 umgegliedert in HSchBtl 511                 | WHNS, VBK 51, Geräteeinheit                                       |                                                  |
| Sicherungsbataillone SichVersRgt BMVg                  |                                                  |                                                  |                                                  |                                                  |                                                                   |                                                  |
|                                                        | SichBtl 901                                      | (?)                                              | Daun                                             | (?) aufgelöst oder umgegliedert in JgBtl 901(?)  | SichVersRgt BMVg, WBK IV, Geräteeinheit                           |                                                  |
|                                                        | SichBtl 902                                      | na                                               | Köln-Ossendorf                                   | (?) aufgelöst oder umgegliedert in JgBtl 902(?)  | SichVersRgt BMVg, WBK IV, Geräteeinheit Später: StOKdo Berlin/100 |                                                  |

1 Standort entweder Mobilmachungspunkt, Depotpunkt oder Standort des Kaders

## Andere Sicherungsverbände und -einheiten

### Ersatzbataillone
Die Wehrleit-, Ersatz- und Feldersatzbataillonen waren den Großverbänden des Feldheeres zugeordnet und wurden aus Reservisten verschiedener Truppengattungen und Allgemeinen Tätigkeitsbereichen wie auch der Panzertruppe oder der Artillerie aufgestellt, um bei auftretenden Verlusten in den übergeordneten Großverbänden im Feld- und Territorialheer diese durch Personalersatz auszugleichen. Ein Bataillonskader war für die Planung und administrative Durchführung der Wiederholungsausbildung und Vorbereitung des Personalersatz zuständig. Die Ersatzbataillone waren nicht zur Gefechtsführung vorgesehen, konnten und sollten aber in ihrem Einsatzraum, in dem sie Ausbildung betrieben, allgemeine Sicherungsaufgaben wahrnehmen. Die Wehrleit- und -Ersatzbataillone verfügten über kein Großgerät und waren in keinem Fall mit einem infanteristischen Verband vergleichbar.

### Begleitbatterien

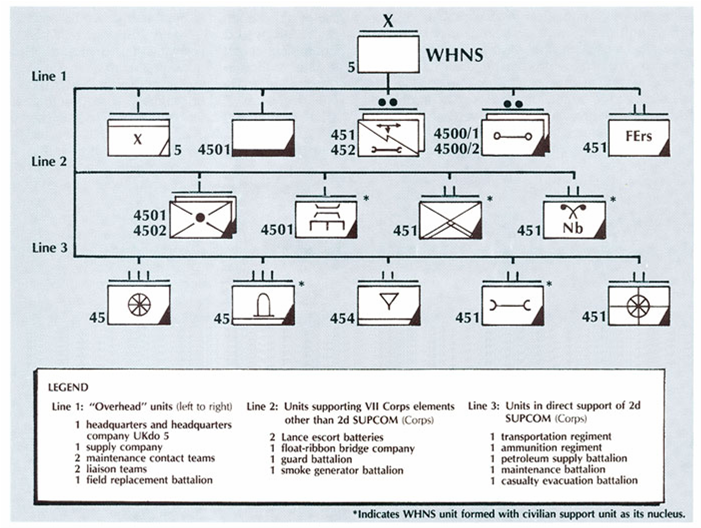
Gliederung Unterstützungskommandos 5. Das taktische Zeichen für die Begleitbatterie entsprach einer Mischung aus dem taktischen Zeichen der Rohrartillerie (Punkt) und dem Andreaskreuz der Infanterie

Als Sicherungseinheiten innerhalb der Divisionsartillerie wurden Sicherungsbatterien als infanteristische Einheiten aufgestellt. Einsatzauftrag war die mobile und stationäre Sicherung der US-Sondermunitionsbestände, die für die jeweilige deutsche Heeresdivision eingeplant waren. Aufgestellt wurden die Begleitbatterien 1, 2, 3, 4, 7, 10, 11 und 12, sowie die Gebirgsbegleitbatterie 8. Einzig die 1. Luftlandedivision als die 9. Division besaß nur das Artilleriebataillon 9 ohne Begleitbatterie. Diese entsprachen damit der jeweiligen Divisionsnummer. Entsprechend ihrem Auftrag gehörten die Begleitbatterien zur Artillerietruppe. Allerdings wurde im ursprünglichen taktischen Zeichen zum Ausdruck gebracht, dass die Ausbildung und der eigentliche Dienst deutlich infanteristisch geprägt waren. Eine Begleitbatterie entspricht rein formal einer Kompanie. Die tatsächliche Personalstärke einer Begleitbatterie lag jedoch eher im Bataillonsrahmen. Die 4 Begleitzüge hatten jeweils etwa eine Personalstärke von 70 bis 85 Mann. Zusätzlich waren umfangreiche Kräfte in der Batterieführungsgruppe zusammengefasst, wie z. B. etwa eigene Schirrmeisterei, Rohrwaffeninstandsetzung für FK 20, ABC Abwehr- und SAN Trupp. Die in einigen der sechs Unterstützungskommandos (WHNS) zur Sicherung amerikanischer Atomraketen und der entsprechenden Artillerieeinheiten geplanten Batterien gehörten ebenfalls zur Artillerie. Ihre Nummer war vierstellig. Aufgestellt wurden die Begleitbatterien 4301, 4302 (Unterstützungskommando 3), 4402 (UstKdo 4), 4501, 4502 (UstKdo 5), 4801, 4802 und 4803 (UstKdo 5).
Siehe auch Liste der Artillerieverbände der Bundeswehr

### Weitere Sicherungskräfte des Heeres
Weitere Einheiten und Teileinheiten zur Sicherung waren in Fernmeldeverbänden zur Eigensicherung und bedingt der diesen übergeordneten Stäbe aufgestellt soweit diese nicht in ihren Stabskompanien oder Führungsunterstützungsbataillonen eigene aktive oder gekaderte Sicherungszüge oder Sicherungskompanien aufwiesen. Diese fanden sich auch in den anderen Teilstreitkräften. Im Auslandseinsatz werden heute zur Feldlagersicherung meist im Ausland angeworbene Sicherungseinheiten eingesetzt, die nur zu taktischen Zwecken den deutschen Einsatzkontingenten unterstellt werden.

### Infanteristische Kräfte anderer Teilstreitkräfte

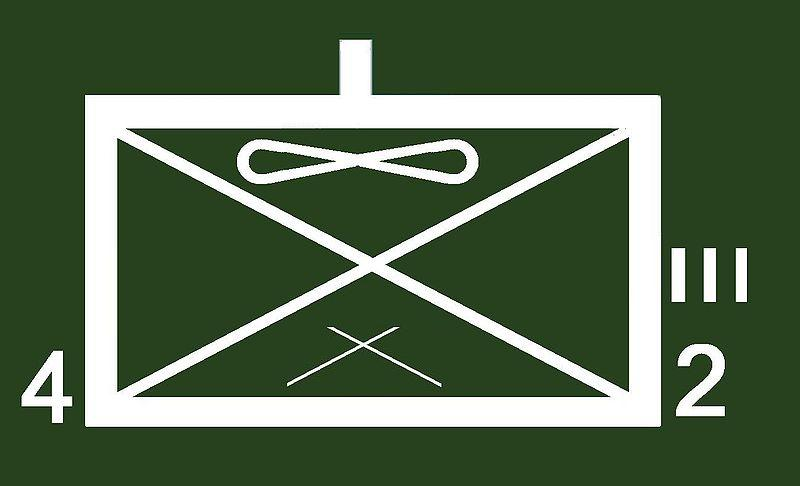
Taktisches Zeichen der 4. Kompanie / Luftwaffensicherungsregiment 2

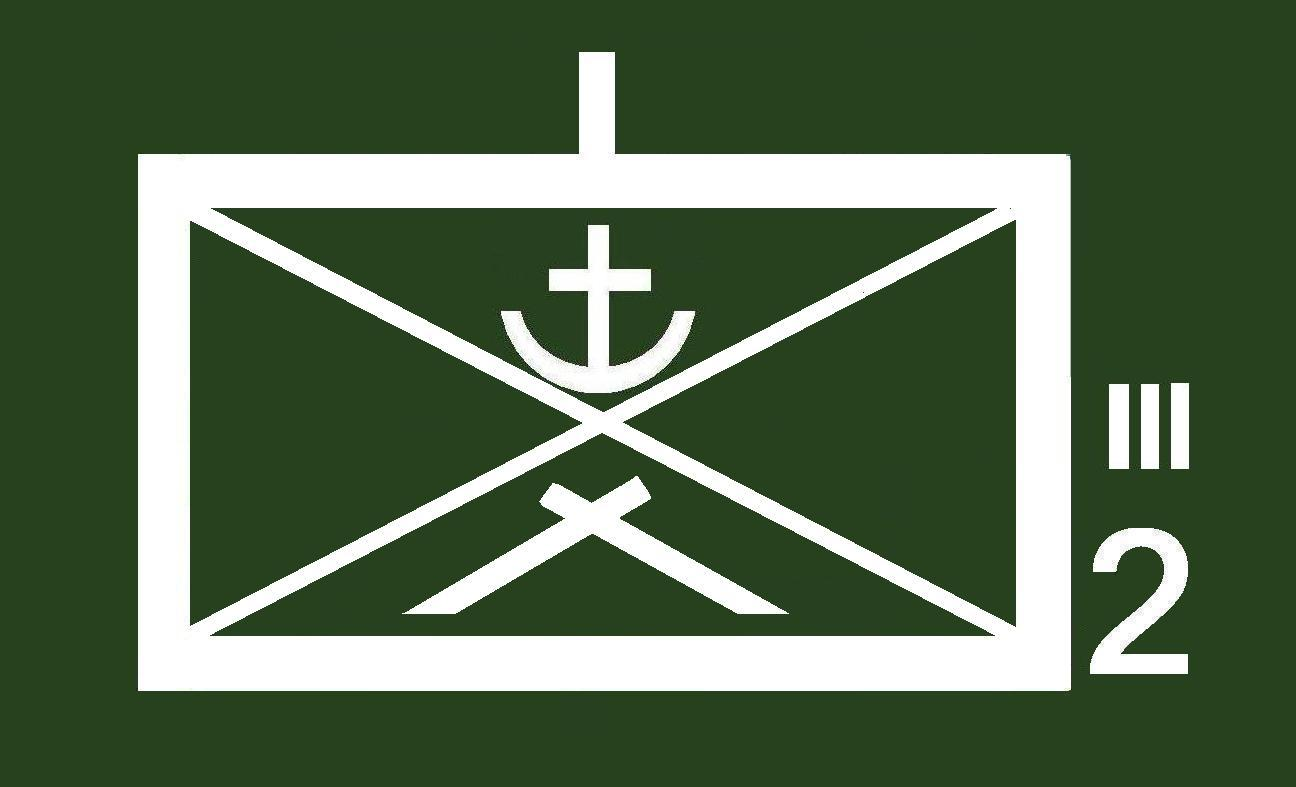
Taktisches Zeichen einer Marinesicherungskompanie / Horstsicherungsstaffel des Marinefliegergeschwaders 2

Vergleichbar mit den Sicherungsbataillonen im Heer sind die Sicherungskräfte der Marine und der Luftwaffe. Aufgabe dieser Verbände ist die Sicherung von militärischen Objekten dieser Teilstreitkräfte beispielsweise Häfen oder Flughäfen.
In der Marine werden Soldaten dieser Verbände der Verwendungsreihe 76 zugerechnet. Zu diesen zählten in der Marine die verschiedenen in der Geschichte aufgestellten Marinesicherungsverbände und als deren Nachfolger die Marineschutzkräfte. Im Wachbataillon beim Bundesministerium der Verteidigung dienen in den Marinekompanien weitere Marinesoldaten. Grundsätzlich zum infanteristischen Kampf sind auch die Verbände der Spezialisierten Einsatzkräfte Marine befähigt, darunter die Kampfschwimmer.
In der Luftwaffe zählen die Sicherungsverbände im Dienstbereich Objektschutz zu den mit den Sicherungsbataillonen im Heer vergleichbaren Verbänden. Zu diesen zählen das Objektschutzregiment und die Luftwaffensicherungsstaffel der Geschwader sowie als ihre Vorläufer die Luftwaffensicherungsregimenter. Die Luftwaffensicherungsstaffel ist darüber hinaus wie eine der Begleitbatterien im Heer für den Schutz von Atomwaffen vorgesehen. Im Wachbataillon findet sich ebenfalls eine infanteristische Luftwaffenkomponente.

## Wachbataillon beim Bundesministerium der Verteidigung
Ein besonderes Sicherungsbataillon im Territorialheer ist das Wachbataillon beim Bundesministerium der Verteidigung. Seine Mannschaftsdienstgrade im untersten Dienstgrad wurden zeitweilig als Jäger bezeichnet, heute als Grenadier. Es nimmt fast ausschließlich protokollarische Aufgaben wahr, ist aber für den Verteidigungsfall zu Sicherungsaufgaben befähigt. Seine Soldaten tragen als gesondertes Barettabzeichen ein gotisches W. Das Wachbataillon hat als Verband Regimentsstärke, dessen Einheiten unabhängig von der bedingten Zuordnung zu Luftwaffe und Marine infanteristisch ausgebildet werden. Um zu jeder Zeit alle Teilstreitkräfte zu repräsentieren, sind alle Soldaten des Wachbataillons jeweils mit Uniformen von zwei Teilstreitkräften ausgestattet.
|  | Bezeichnung  | Aufstellung (aus) | Stabssitz | Verbleib | Bemerkung                                      |
|  | ------------ | ----------------- | --------- | -------- | ---------------------------------------------- |
|  | WachBtl BMVg | Februar 1957      | Berlin    | aktiv    | nur Teile („Heereskompanien“) sind Jägertruppe |

## Abkürzungen
Folgende Abkürzungen werden benutzt:
| - ArtKdo → Artilleriekommando - ArtReg → Artillerieregiment - BMVg → Bundesministerium für Verteidigung - Btl → Bataillon - DF-Brig, D/F Brigade → Deutsch-Französische Brigade - dt. → deutsch - frz. → französisch - FschJgBtl → Fallschirmjägerbataillon - GebJgBrig → Gebirgsjägerbrigade - GebJgDiv → Gebirgsjägerdivision - GebJgBtl → Gebirgsjägerbataillon - HSchBtl → Heimatschutzbataillon - HSchBrig → Heimatschutzbrigade - HSchKdo → Heimatschutzkommando - HSchRgt → Heimatschutzregiment | - InfBrig → Infanteriebrigade - InfRgt → Infanterieregiment - JgBrig → Jägerbrigade - JgBtl → Jägerbataillon - JgDiv → Jägerdivision - JgLehrBtl → Jägerlehrbataillon - Kp → Kompanie - LANDJUT → Allied Land Forces Schleswig-Holstein and Jutland - LBwglBrig 1 → Luftbewegliche Brigade 1 - LMechBrig 1 → Luftmechanisierte Brigade 1 - MTW → Mannschaftstransportwagen - PzBrig → Panzerbrigade - PzGrenBtl → Panzergrenadierbataillon - PzGrenBrig → Panzergrenadierbrigade | - PzGrenDiv → Panzergrenadierdivision - PzGrenLehrBtl → Panzergrenadierlehrbataillon - SichBtl → Sicherungsbataillon - SichVersRgt → Sicherungs- und Versorgungsregiment - SKB → Streitkräftebasis - StOKdo → Standortkommando - TerrKdo SH → Territorialkommando Schleswig-Holstein - TerrH → Territorialheer - UstKdo → Unterstützungskommando - VBK → Verteidigungsbezirkskommando - WBK → Wehrbereichskommando - WachBtl BMVg→ Wachbataillon beim Bundesministerium der Verteidigung - WHNS → Wartime Host Nation Support |